# 明保野亭事件

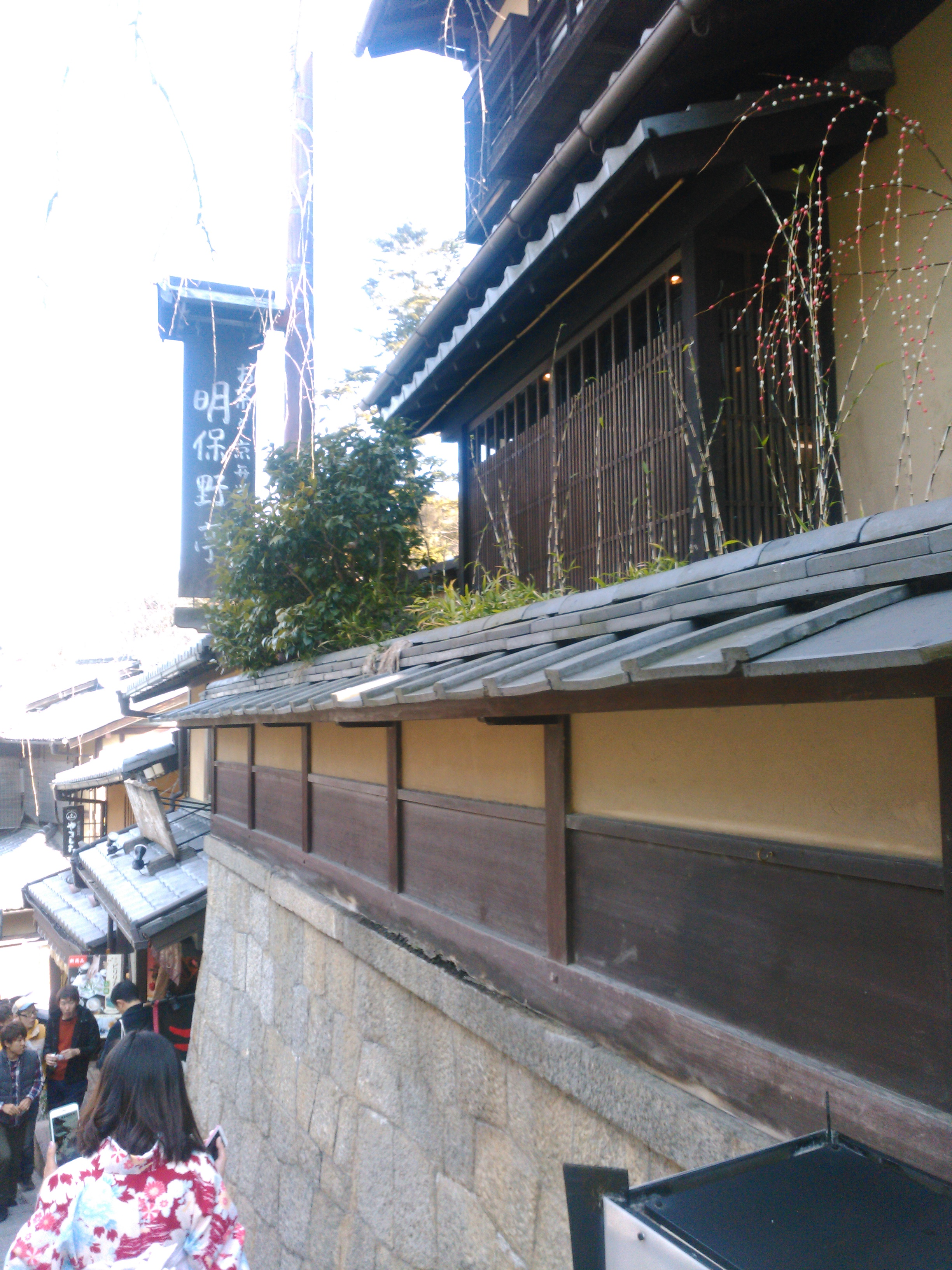
現在の明保野亭（京都市東山区）

明保野亭事件（あけぼのていじけん）は、江戸時代末期（幕末）の元治元年6月10日（1864年7月13日）、京都で起きた、新選組の長州系浪士探索活動に絡む土佐藩士傷害・切腹と、それに伴う会津藩士切腹事件。

## 経緯
江戸幕府から池田屋事件の残党の捜索を命じられた新選組は、東山の料亭「明保野亭」（「あけぼの亭」「曙亭」とも）に長州系浪士が潜伏しているとの情報を得た。
当時の新選組は池田屋事件で多量の死傷者が出たため、会津藩から応援が派遣されていた。6月10日、武田観柳斎率いる新選組隊士15名と会津藩士5名の20名がともに探索に出動した。明保野亭に踏み込むと座敷にいた武士が逃げようとしたため、会津藩士の柴司が追いかけて庭先に追い詰め、背後から手槍で腰を突いて後ろ傷を負わせた。直後に相手が「自分は浪士ではない、土佐藩士の麻田時太郎である（時次郎とする説もある）」と名乗り、確認が取れたため解放し、麻田は土佐藩邸に引き取られた。
会津藩は事情聴取の上、柴の行為は正当な職務遂行であって問題なしと裁決し、念のため土佐藩邸に見舞の使者と医師を送る。これに対し土佐藩側は、最初に名乗らなかった麻田に落ち度ありとし、公式には穏便に処理する姿勢であった。しかし翌11日に土佐藩が、現場で逃走を図った上、武士にあるまじき後ろ傷を受けたことを「士道不覚悟」として咎め、麻田を切腹させたことで事情が変化する。
当時、土佐藩は山内容堂の方針で公武合体を支持しており、会津藩との関係も良好であったが、内部には土佐勤王党など倒幕を目論む勢力もあった。その中で起きた会津藩士との刃傷沙汰と麻田の切腹を、土佐藩士の一部は土佐藩に不公平な処理とみなして反発し、新選組・会津藩への報復を主張する者も現れた。山内も藩内強硬派の意向を抑えかね、事態は会津と土佐の衝突に発展しかねない状況になってきた。
会津藩主・松平容保は、事態の処理に苦慮する。京都守護職という立場上、他藩との抗争で自ら京の治安を乱すことはできない。一方で土佐藩の面子を立てて事態を収拾するには、両成敗で柴を処断する以外になかったが、いったん正当と裁決した上は柴に切腹を命じる名分がなく、不可能であった。
藩主の苦悩を聞いた柴は兄とも相談の上、自主的に切腹することで藩の苦境を救う決意をする。結局、12日に柴が兄の介錯で切腹し、会津藩と土佐藩の衝突は回避された。柴の葬儀には会津藩士の他、新選組隊士たちも参列してその死を惜しんだ。墓所は京都・金戒光明寺にある。

## 明保野亭について
この事件の舞台となった明保野亭は当時、他にも多く見られた様に料亭と旅宿を兼ねており、倒幕の志士による密議にも多く利用されていたことが事件の背景にあったと考えられる。また、土佐の坂本龍馬の常宿の1つといわれている。なお、明保野亭は現在も東山区清水三年坂（産寧坂）に石碑とともに店舗が現存するが、当時は現在よりもやや北東位置にあったとされている。